# Gran Premio de la Villa de Pérenchies
El Gran Premio de la Villa de Pérenchies (oficialmente: Grand Prix de la ville de Pérenchies) es una carrera ciclista francesa de un día que se disputa en  Pérenchies, comuna septentrional que forma parte de la región del Norte-Paso de Calais.
Su primera edición fue en el año de  1993, y no se disputó en 1998 y 1999.
Desde la creación de los circuitos Continentales UCI en 2005, es parte del UCI Europe Tour en la categoría 1.2. 

## Palmarés
En amarillo: edición amateur.
| Año  | Ganador              | Segundo                | Tercero                |
| ---- | -------------------- | ---------------------- | ---------------------- |
| 1977 | Christian Sobota     | Guy Leuleu             | Jacques Osmont         |
| 1978 | Claude Babeye        | Michel Cornelise       | Gilles Mahé            |
| 1979 | Fabrice Fournier     | Alain Deloeuil         | Christian Lucas        |
| 1980 | Guy Craz             | Didier Echivard        | Alain Deloeuil         |
| 1981 | Philippe Saude       | Jacques Dutailly       | Michel Zucarelli       |
| 1982 | Jean-Philippe Pipart | Christian Leduc        | Dominique Dezegue      |
| 1983 | Christian Sobota     | Gilles Lorgnier        | Thierry Barrault       |
| 1984 | Mario Degouge        | Jos Fevers             | Corné Heeren           |
| 1984 | Peter Hofland        | Nathan Dahlberg        | Vincent Thorey         |
| 1986 | Bertrand Zielonka    | Philippe Brenner       | Stephen Delaney        |
| 1987 | Alain Parisot        | Jean-François Morio    | Vincent Thorey         |
| 1988 | P. Roussel           | Francis Moreau         | Fabrice Debrabant      |
| 1989 | Gérard Picard        | Gérard Henriet         | Bruno Huger            |
| 1990 | Eddy Seigneur        | Stanislaw Saczuk       | Jean-Paul Legouverneur |
| 1991 | Lauri Resik          | Laurent Davion         | Anthony Rockia         |
| 1992 | Klaudiusz Migdol     | Jacques Dutailly       | Philippe Duhamel       |
| 1993 | Jean-Michel Thilloy  | Pascal Popieul         | Anthony Rockia         |
| 1994 | David Lefèvre        | Anthony Rockia         | Franck Lemaire         |
| 1995 | Grégory Barbier      | Tony Facon             | Didier Faivre-Pierret  |
| 1996 | Grégory Barbier      | Yannick Luccini        | Sébastien Hatton       |
| 1997 | Pascal Carlot        | Eric Beaune            | Arnaud Auguste         |
| 1998 | Jean-Michel Thilloy  | Oleg Kozlitine         | Jean-Claude Thilloy    |
| 1999 | Jean-Claude Thilloy  | Carlo Meneghetti       | Fabrice Debrabant      |
| 2000 | Gordon McCauley      | Wouter Demeulemeester  | Fabrice Debrabant      |
| 2001 | Olivier Grammaire    | Geert Van Crombruggen  | Fabrice Paumier        |
| 2002 | Geoffroy Lequatre    | David McKenzie         | Stéphane Pétilleau     |
| 2003 | Marc Chamoine        | Romain Mary            | Nicolas Paris          |
| 2004 | Leonardo Duque       | Aziz Immouni           | Peter Ronsse           |
| 2005 | Aivaras Baranauskas  | Michael Blanchy        | Sven Nys               |
| 2006 | Tony Cavet           | Fabrice Debrabant      | Anthony Jaunet         |
| 2007 | Peter Ronsse         | Yauheni Hutarovich     | Hakan Nilsson          |
| 2008 | Steven De Neef       | Florian Guillou        | Hakan Nilsson          |
| 2009 | Robert Retschke      | Jürgen François        | Frank Dressler-Lehnhof |
| 2010 | Arnaud Démare        | Adrien Petit           | Philip Nielsen         |
| 2011 | Anthony Colin        | Romain Delalot         | Morgan Kneisky         |
| 2012 | Rico Rogers          | Morgan Kneisky         | Alexander Meenhorst    |
| 2013 | Melvin Rullière      | Pierre Drancourt       | Jimmy Turgis           |
| 2014 | Gaëtan Bille         | Olivier Pardini        | Janis Dakteris         |
| 2015 | Dimitri Claeys       | Joeri Calleeuw         | Stan Godrie            |
| 2016 | Timothy Dupont       | Rudy Barbier           | Julien Van Haverbeke   |
| 2017 | Roy Jans             | Cameron Bayly          | Bram Welten            |
| 2018 | Kenny Dehaes         | Emiel Vermeulen        | Romain Feillu          |
| 2019 | Jens Reynders        | Jason Tesson           | Robin Stenuit          |
| 2020 | No se disputó        | No se disputó          | No se disputó          |
| 2021 | Emiel Vermeulen      | Simon Daniels          | Damien Ridel           |
| 2022 | Laurance Pithie      | Rait Ärm               | Morne van Niekerk      |
| 2023 | Rait Ärm             | Morne van Niekerk      | Dylan Vandenstorme     |
| 2024 | Théo Delacroix       | Steffen De Schuyteneer | Maxime Jarnet          |
| 2025 | Toon Vandebosch      | Keije Solen            | Rait Ärm               |

## Palmarés por países
| País          | Victorias |
| ------------- | --------- |
| Francia       | 28        |
| Bélgica       | 10        |
| Nueva Zelanda | 3         |
| Estonia       | 2         |
| Países Bajos  | 1         |
| Polonia       | 1         |
| Colombia      | 1         |
| Lituania      | 1         |
| Alemania      | 1         |